# Margo (Vorname)
Margo ist ein weiblicher Vorname. Es handelt sich um eine Variante des Vornamens Margot, einer französischen Form des Namens Margarete. Der Name ist hauptsächlich im englischen Sprachraum gebräuchlich.

## Namensträgerinnen
- Margo Harshman (* 1986), US-amerikanische Schauspielerin
- Margo Glantz (* 1930), mexikanische Schriftstellerin
- Margo Hayes (* 1998), US-amerikanische Sportkletterin
- Margo Lion (1899–1989), französische Diseuse und Schauspielerin
- Margo Martindale (* 1951), US-amerikanische Schauspielerin
- Margo Price (* 1983), US-amerikanische Country-Sängerin
- Margo Stilley (* 1982), US-amerikanische Schauspielerin